# HMS Neptun (1979)
Pour les articles homonymes, voir HMS Neptun (homonymie).
Le HMS Neptun est le deuxième des trois sous-marins de classe Näcken, construits pour opérer dans la mer Baltique. La classe Näcken a été parmi les premiers sous-marins suédois à avoir des ordinateurs de bord. Sa tâche dans l’éventualité d’une guerre aurait été d’attaquer les tâches de navigation et de surveillance ennemies.

## Engagements
Le navire a été commandé à Kockums à Karlskronavarvet et sa quille a été posée en mars 1974. Le navire a été lancé le 13 août 1979 et a rejoint la flotte le 5 décembre 1980. L’année suivante, il a été impliqué dans un incident international lorsque le sous-marin soviétique S-363 s’est échoué à l’extérieur de Karlskrona.
Le navire a été retiré du service en 1998 à Karlskrona. En 2008, il a été donné au Musée naval (Marinmuseum) de Karlskrona, en Suède, où il est exposé (après restauration) depuis 2014.

## Galerie

HSwMS Neptun Gallery
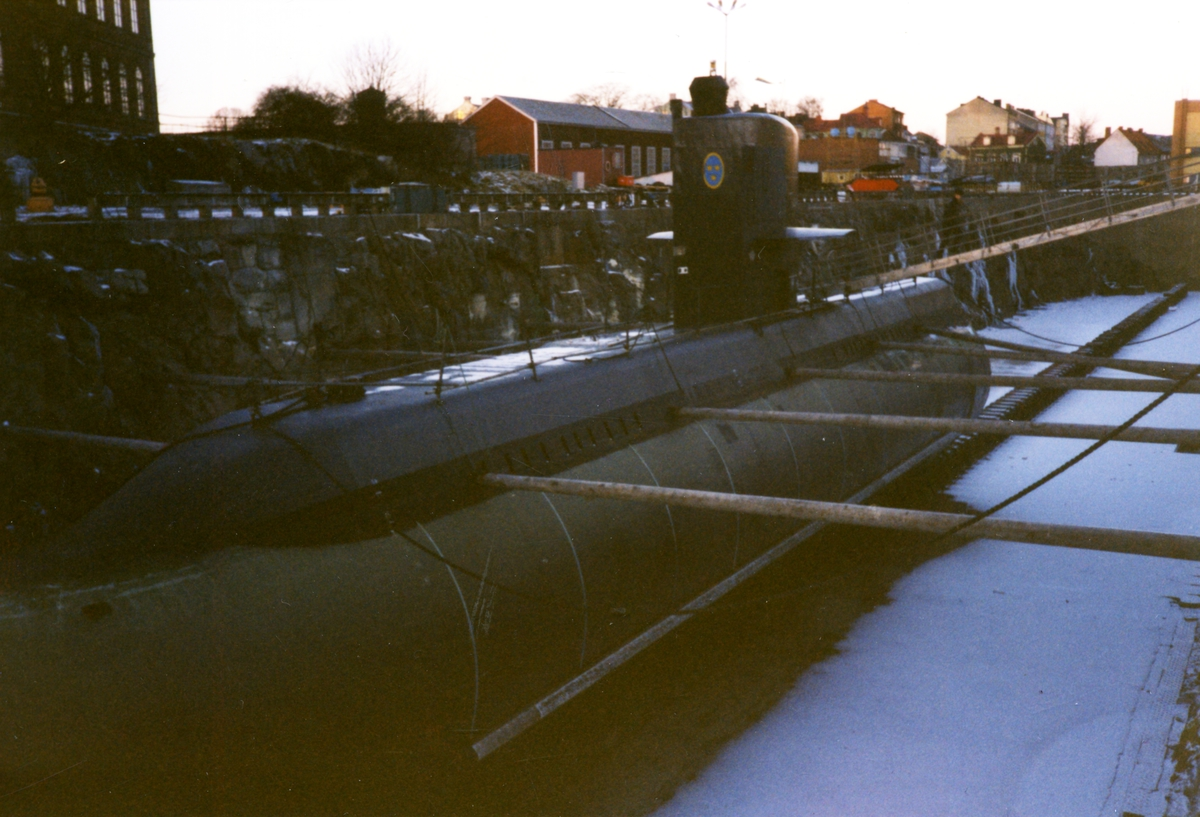
Le HMS Neptun en cale sèche en 1998.
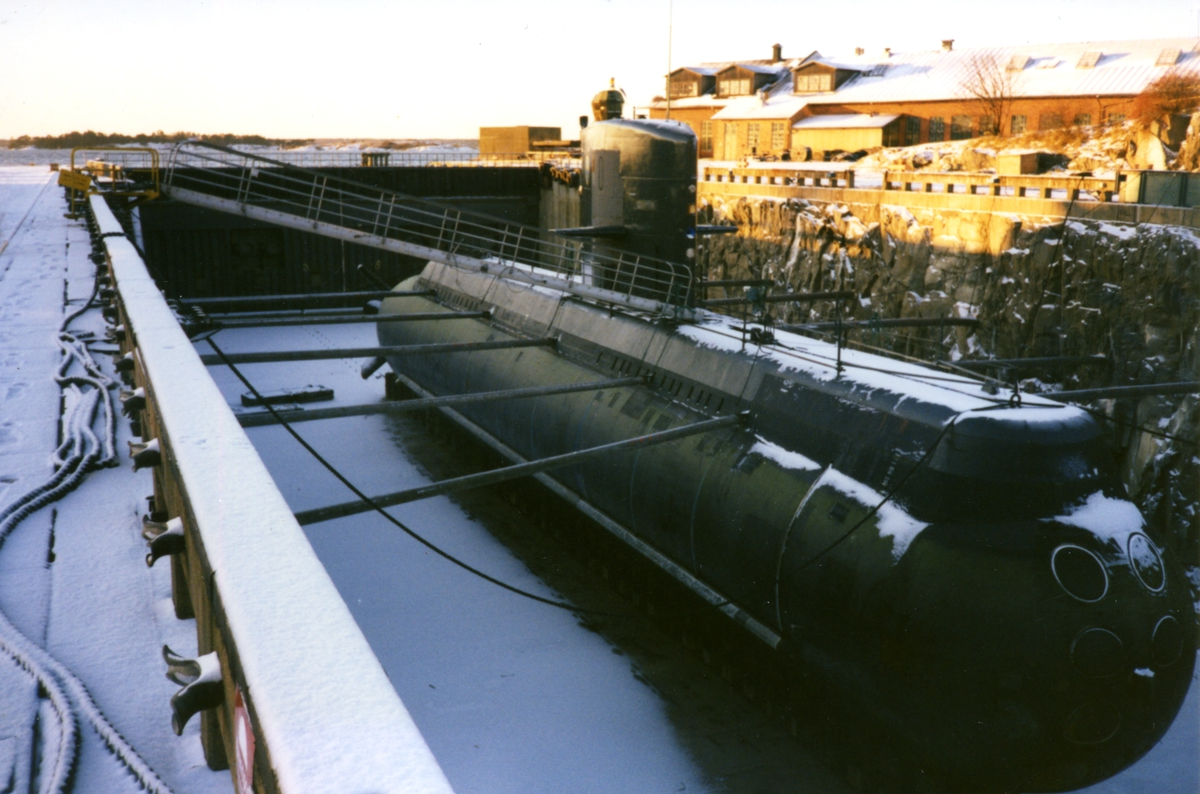
Le HMS Neptun en cale sèche en 1998.
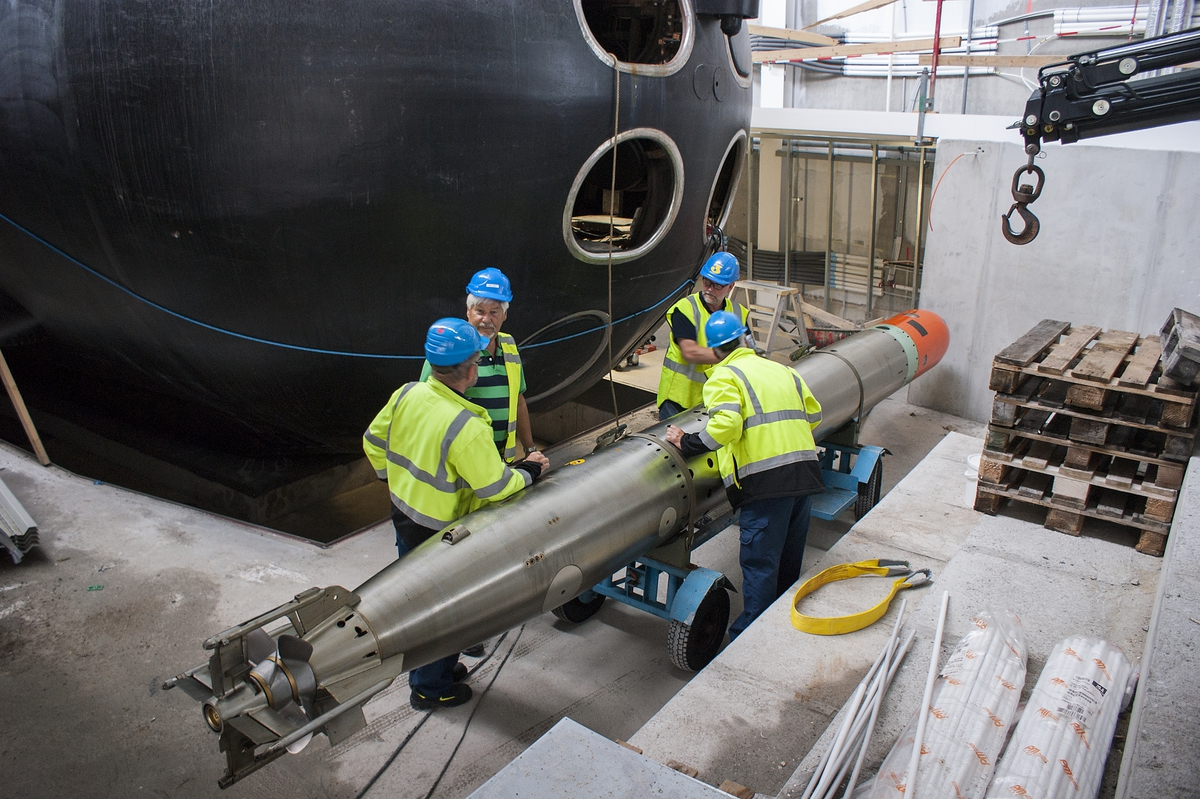
Torpille type 613 chargée dans le HMS Neptun à l’intérieur du musée, le 31 juillet 2013.
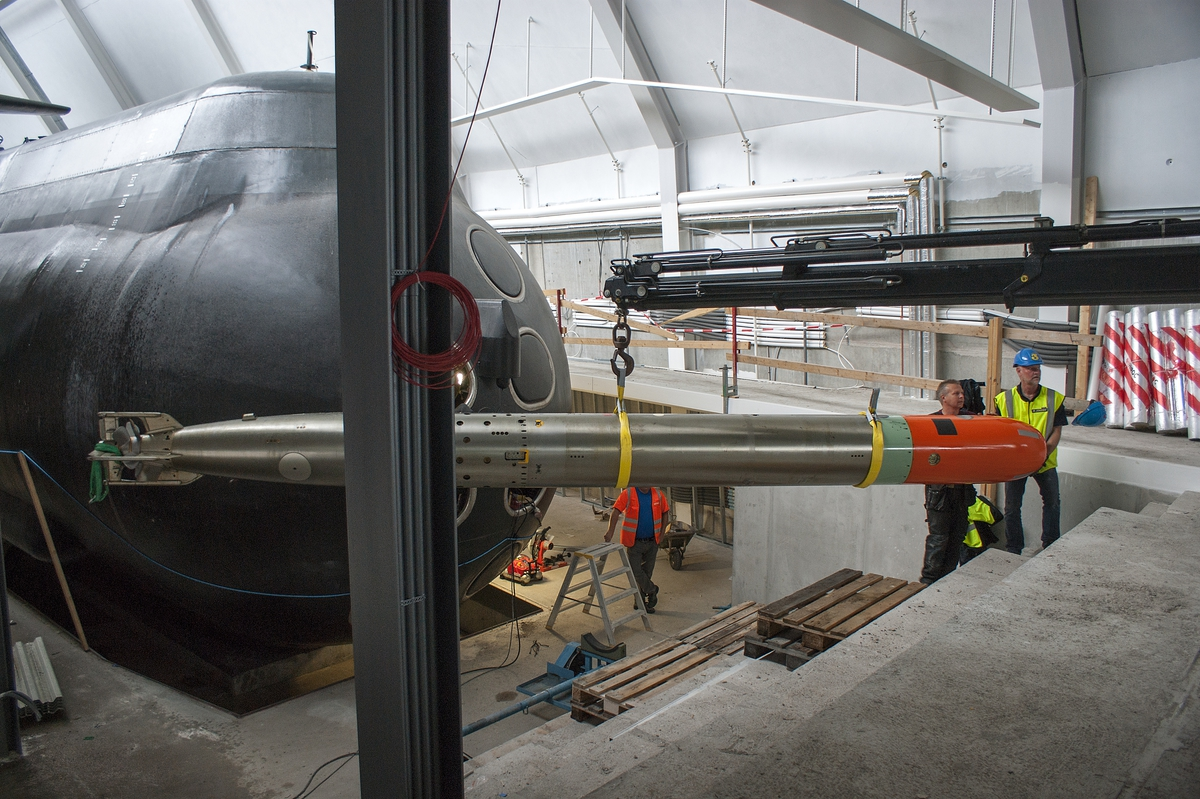
Torpille type 613 chargée dans le HMS Neptun à l’intérieur du musée, le 31 juillet 2013.
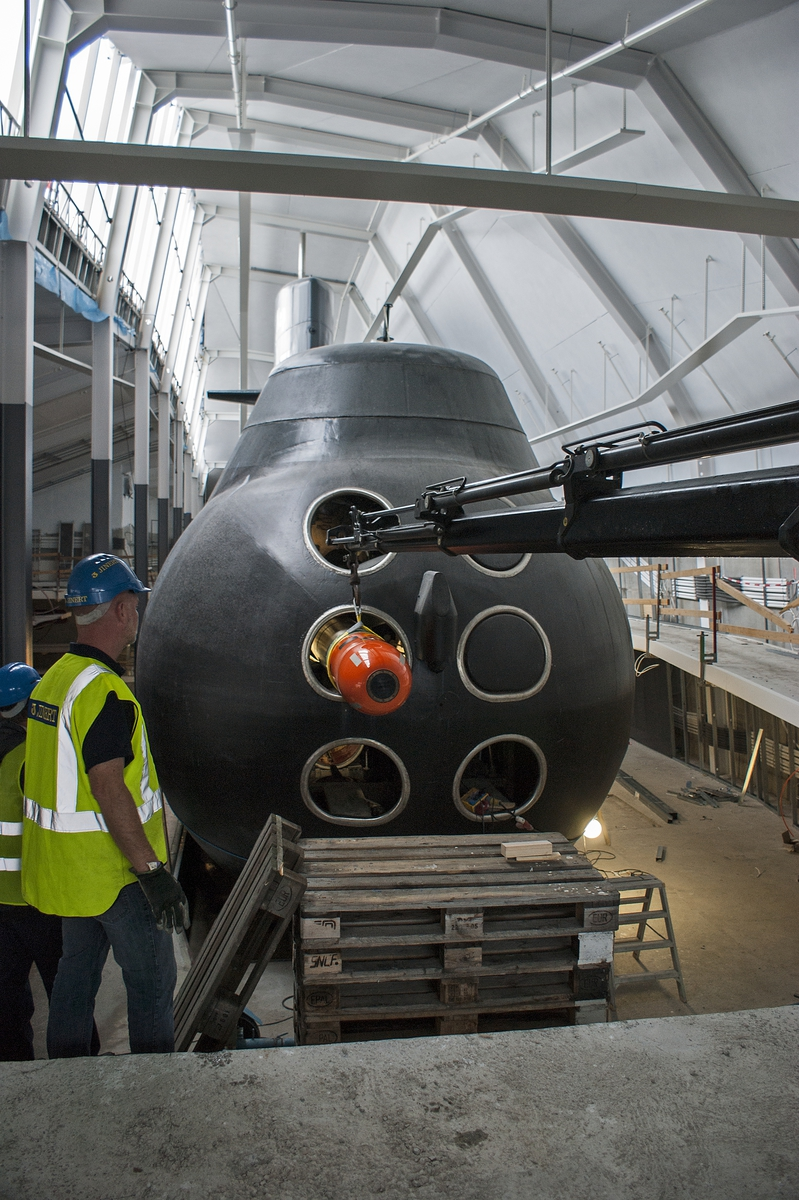
Torpille type 613 chargée dans le HMS Neptun à l’intérieur du musée, le 31 juillet 2013.
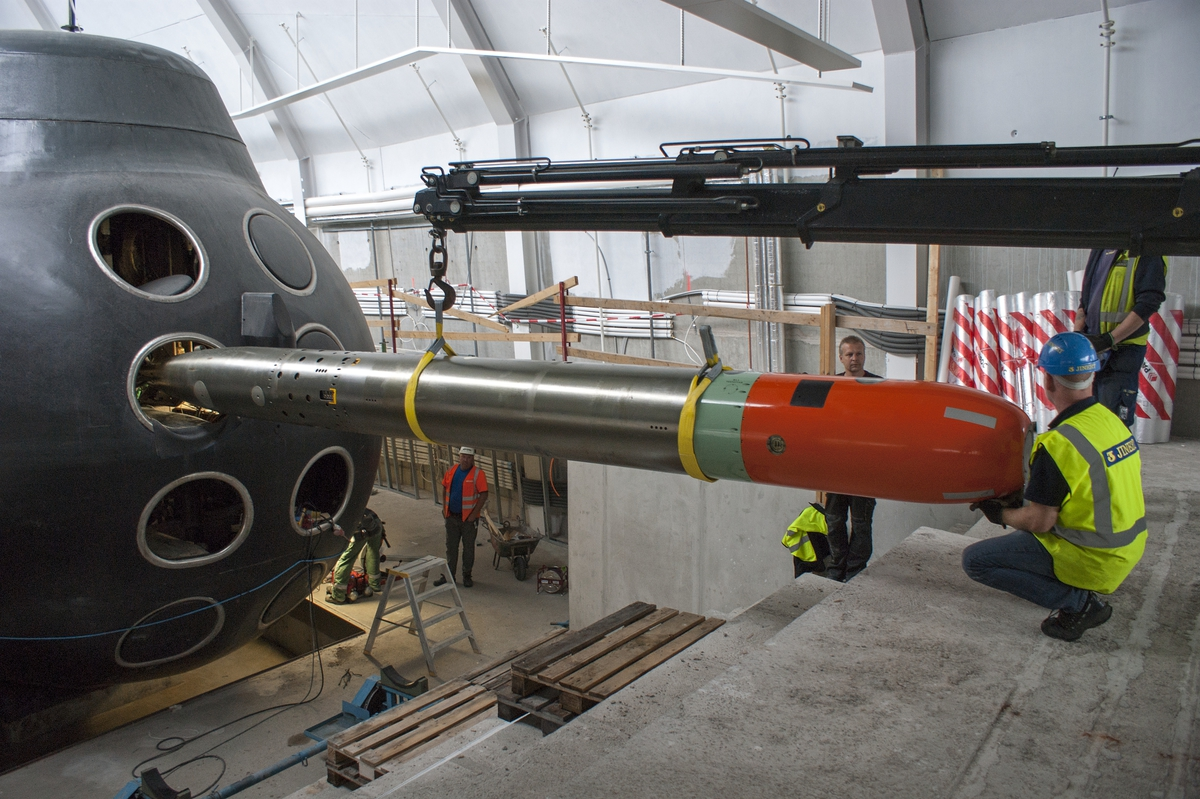
Torpille type 613 chargée dans le HMS Neptun à l’intérieur du musée, le 31 juillet 2013.
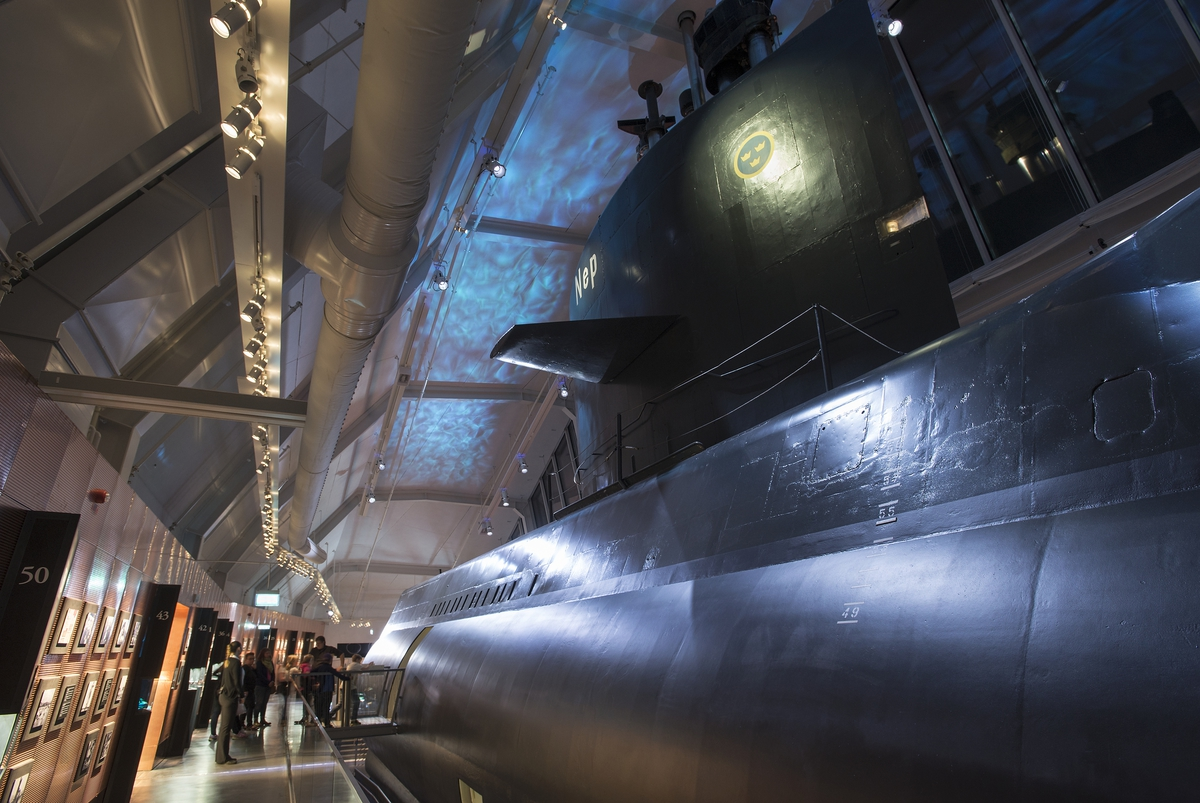
Le HMS Neptun en navire musée, photo prise le 1er juin 2015 à Karlskrona en Suède.
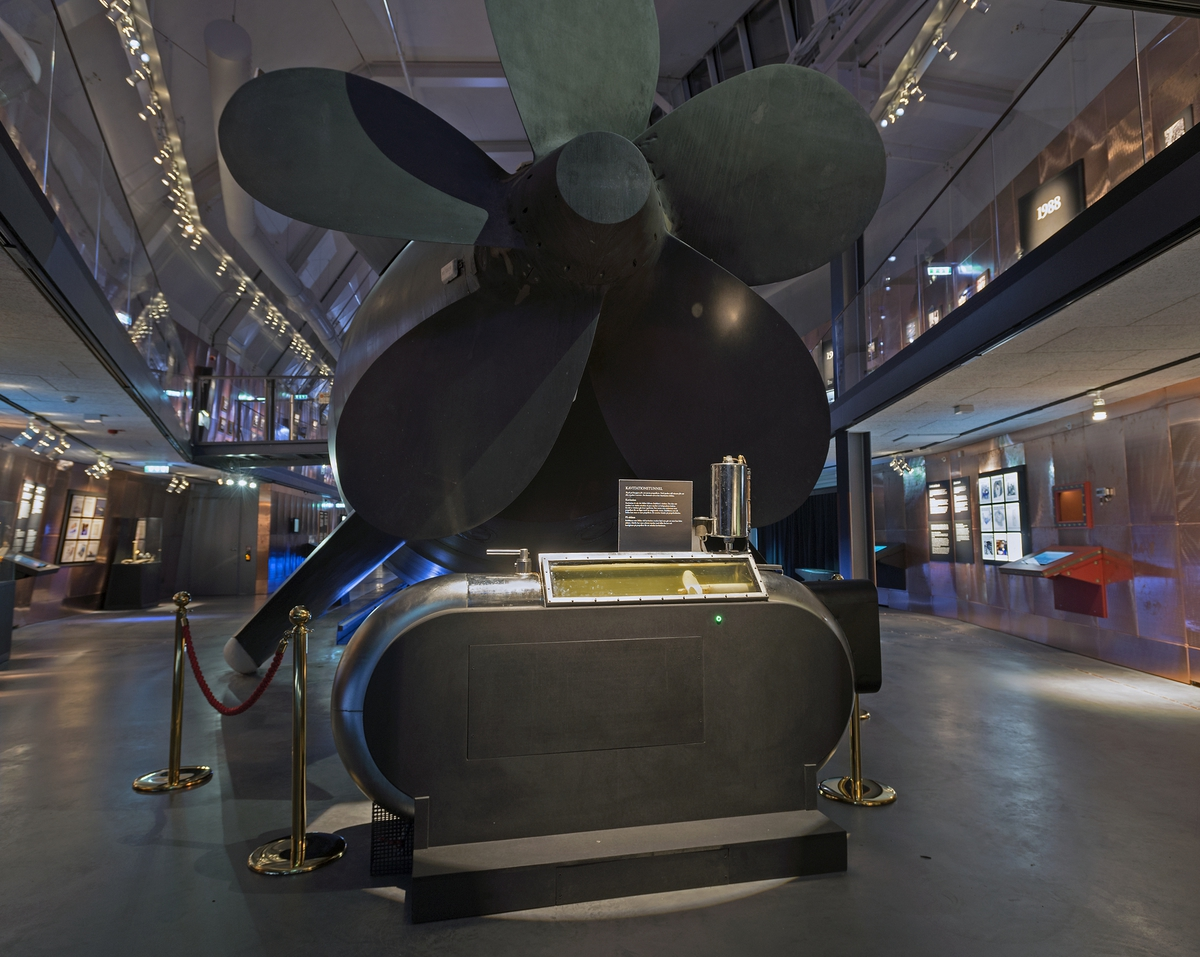
Le HMS Neptun en navire musée, photo prise le 1er juin 2015 à Karlskrona.
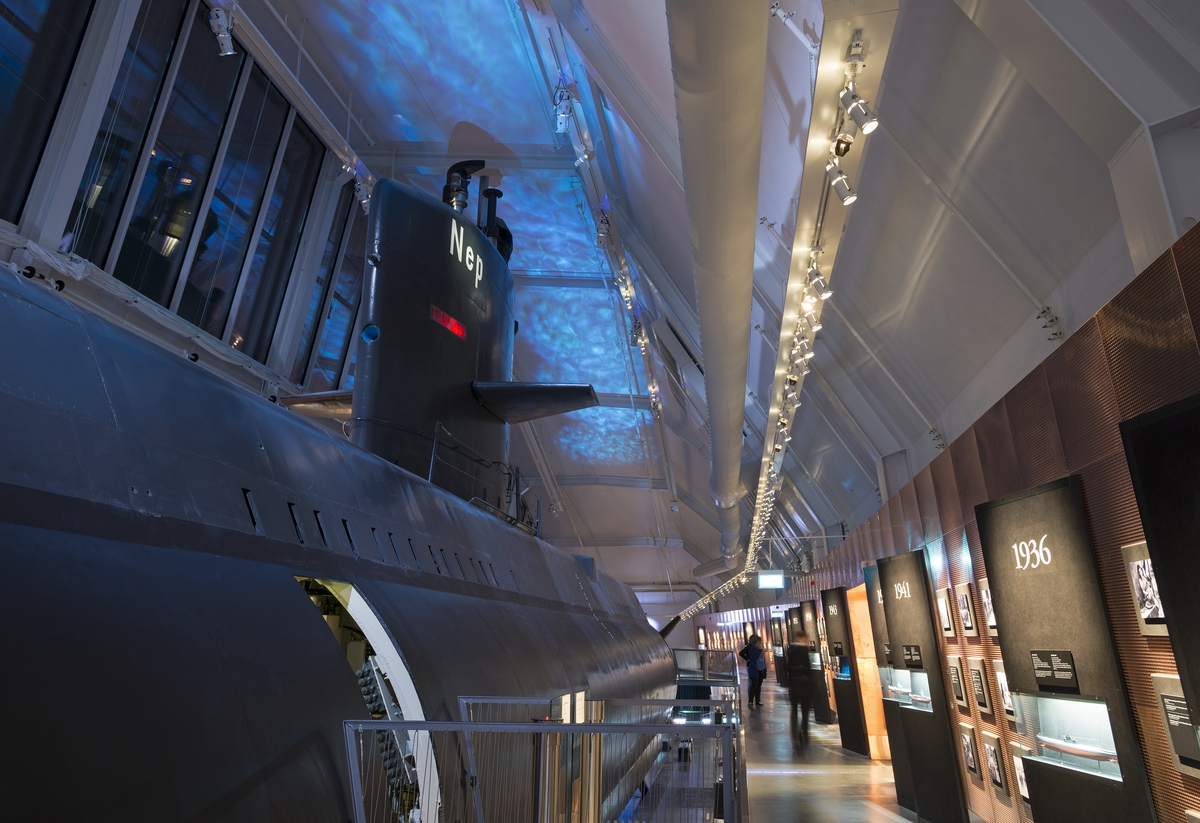
Le HMS Neptun en navire musée, photo prise le 1er juin 2015 à Karlskrona.